# Захаров, Иван Михайлович
Ива́н Миха́йлович Заха́ров (3 января 1885, станица Верхне-Увельская, Оренбургская губерния — май 1958, Пермь) — советский лингвист, член президиума Нарревкома и зав. отделом народного образования Петровска-Забайкальского (1918–1919), заведующий кафедрой языка и декан литературного факультета Пермского пединститута (1934–1938), основатель и заведующий кафедрой русского языка и общего языкознания историко-филологического факультета Пермского университета (1944–1948, 1950–1956).

## Биография
Сын оренбургского казака, учителя казацкой школы, позже — православного священника. Среднее образование получил в оренбургской семинарии. В период событий 1905 г. был близок к эсерам.
В 1910 году окончил с отличием историко-филологический факультет Казанского университета (славяно-русское отделение). В этом же году переезжает в Пермь, преподаёт в Мариинской женской гимназии, гимназии Циммермана.
C 1912 году преподает в Пермском реальном училище.
В 1918 году после прихода белых, он был командирован правительством Колчака в Петровск-Забайкальский для открытия там реального училища. По одной из версий биографии, c приходом туда Красной Армии был избран на первый съезд трудящихся Забайкалья, где состоял председателем школьной секции. По окончании работы съезда был избран членом президиума Нарревкома и состоял зав. отделом народного образования Петровска-Забайкальского. Осенью 1920 г. вернулся в Пермь. По другой версии, в этот период до возвращения в Пермь он был министром просвещения (или товарищем министра) в Самарском правительстве (КОМУЧ).
В 1919–1920 годах преподаёт на рабфаке Пермского университета, является членом президиума рабфака.
В 1922 году в Перми открылось педагогический техникум, И. М. Захаров стал его главой.

### Работа во Владикавказе и Москве
В 1930/1931 учебном году — доцент Горского пединститута во Владикавказе.
С 1931 по 1934 год — доцент Первого Московского пединститута им. Бубнова. Кроме этого, вёл занятия, читал лекции в Индустриальном институте, проводил занятия с аспирантами Института трудящихся Востока.

### Работа в Пермском пединституте и арест
В августе 1934 года вернулся в Пермь. Директор Пермского пединститута П. Г. Погожев назначает его деканом литературного факультета и заведующим кафедрой языка.
В феврале 1935 года был утверждён доцентом кафедры языка. Здесь он зарекомендовал себя как «квалифицированный специалист, состоявшийся ученый, постоянный лектор по вопросам преподавания русского языка на различных курсах, конференциях и совещаниях».
18 февраля 1938 года, в разгар сталинских чисток, арестован как подозреваемый в участии в антисоветской террористической группе. Среди обвинений: «недоброжелательно встретил новых научных сотрудников», «высмеивал членов ВКП(б)», «был враждебно настроен к советской власти», «протаскивал антисоветские трактовки в лекциях», «участник диверсионной повстанческой эсеровской организации», «контрреволюционер». Особо оговаривалась «вредительская манера чтения лекций — медленная». Были арестованы ещё несколько преподавателей пединститута, в том числе и его директор П. Г. Погожев.
20 декабря 1939 года дело направлено на доследование. 27 августа 1940 года особым совещанием НКВД СССР был осуждён на 8 лет трудовых лагерей с формулировкой «Не признавал Советской системы, был идеалистом». Пробыв три года в одном из лагерей ГУЛАГа, в 1943 году досрочно освобожден с возвращением в г. Молотов (Пермь). С 1 августа 1943 года — научный сотрудник Института усовершенствования учителей г. Молотова.

### Работа в Пермском университете
В связи с восстановлением в 1941 году историко-филологического факультета Пермский университет в период Великой Отечественной войны остро нуждался в соответствующих кадрах; к тому же большая часть преподавательского состава была призвана в ряды РККА. Поэтому с 20 сентября того же 1943 г. он был вновь приглашён в университет, на этот раз — в качестве и. о. доцента кафедры языкознания Пермского (в то время — Молотовского) университета.
С 15 сентября 1944 года — и. о. заведующего кафедрой языкознания историко-филологического факультета университета. С того времени он считается на факультете её создателем. На кафедре работает ряд преподавателей Молотовского пединститута. Формируя кафедру, находил новых преподавателей, сам читал курсы «Введение в языкознание», «Современный русский язык», спецкурс по стилистике. Практические занятия по языкознанию вёл B. C. Фан-Юнг, украинский язык — выпускница Харьковского университета О. М. Петюнина, белорусский язык — только что окончившая Пермский университет Ф. Л. Скитова. Постепенно кафедра языкознания расширяется. Появляются новые преподаватели, шире становится круг научных проблем и изучаемых студентами дисциплин.
С апреля 1946 года приказом ректора назначается заведующим кафедрой языкознания. Этому назначению предшествовала характеристика, подписанная проректором университета профессором Г. А. Максимовичем: «И. М. Захаров читает лекции по современному русскому языку, истории русского языка, старославянскому языку. Он проявил себя как знающий и опытный языковед, читает лекции на высоком теоретическом уровне и методически умело преподносит материал студентам, обладает способностями к учебно-организационной работе. И. М. Захаров может быть выдвинут на должность зав. кафедрой языкознания».
В 1946 году награждён медалью «За доблестный труд в Великой Отечественной войне 1941—1945 гг.»
В марте 1955 году был реабилитирован. В феврале 1958 года вышел на пенсию.
В 1950-х годах часто болел (следствие испорченного в лагерях здоровья), у него обнаружили рак лёгких. Умер в мае 1958 года.
При жизни был ценим и уважаем коллегами и студентами:

Лекции читал он увлеченно, был хорошим психологом и точно расставлял смысловые акценты в лекциях. Его любовь к слову и артистизм проявлялись в блестящем чтении стихов русских поэтов, отрывков из русской прозы, таким чтением время от времени он украшал свои лекции. Но экзаменатором был строгим: «До свидания, девчурочка», — его обычная реплика, если студентка не знала того, что требовала программа курса. Нерадивых студентов он заставлял приходить на экзамен, зачет и три, и четыре раза. Перед экзаменом по современному русскому языку устраивал зачет по грамотности: он произносил слова или предложение, студент должен был записать. Даже одна ошибка лишала студента зачета. Хотя студенты трепетали, идя к нему на экзамен, его любили, уважали и студенческой жизни без него не представляли.

М. Н. Кожина, его преемник на посту заведующего кафедрой, тоже высоко оценивала И. М. Захарова:

Иван Михайлович — не просто эрудированный преподаватель, доцент, но незабываемая самобытная личность, редкой души человек. Как специалист — это высокого класса профессионал, многосторонний знаток различных областей филологии, прекрасный методист, это в полном смысле — профессор старой классической школы. Он читал нам общее языкознание, старославянский язык, руководил курсовыми и дипломными работами. Им написан отличный учебник по синтаксису русского языка, концептуальный, глубокий, ясный и четкий, с богатым и ярким иллюстративным материалом. Иван Михайлович отличался необыкновенной добротой и чуткостью, подбадривал своих коллег, молодых преподавательниц, со свойственной ему лукавинкой во взгляде. Помогал он не только словом, но и делом. Как руководитель, заведующий кафедрой, был очень требователен и справедлив, но и сам много работал. Собрал дружный кафедральный коллектив.

## Научная деятельность
Диапазон лингвистических интересов И. Захарова был довольно широк: проблемы общего языкознания, истории языка, стилистики, методики.
Но более всего его интересовали темы стиля: сравнительная стилистика, стиль разных авторов в сравнении, по материалам лексики, по материалам синтаксиса. Свой интерес он смог передать и своим студентам, многие из которых продолжали заниматься проблемами стиля после окончания университета (профессора М. Н. Кожина, М. Ф. Власов, доценты Е. А. Иванова-Янковская, О. И. Богословская, Е. А. Голушкова и др.).
К 1930 году И. Захаров имел 7 печатных трудов: «Как обучать грамоте», «Чтение художественных произведений и деловых статей», «Беседа в школе», «Лекции по методике русского языка», «Рабочий план первого года обучения», «Первый год обучения». Три из них выдержали по 3 издания с тиражом ДО 100 000.
Назначая И. Захарова на должность профессора Пермского пединститута, его директор П. Г. Погожев отмечал следующее:

«Его работы, разошедшиеся в количестве 35 тыс. экземпляров ещё до 1930 г., были известны учительству далеко за пределами Урала. Эта известность привела к тому, что его, преподавателя средней школы, приглашают доцентом, как видно из документов, в Ленинградский институт им. Герцена… Одна из написанных им работ — „Экспериментальные данные о значении печатного и рукописного шрифта при овладении орфографией“ — редакцией журнала „Русский язык в средней школе“ была признана наиболее высокоценной. Эта же работа на съезде директоров педвузов в 1934 г. приводилась как одно из достижений Бубновского института».